# Rui Miguel Saramago
Rui Miguel Saramago (Porto, 1969) é um escritor português.

## Obras Publicadas

### Ficção
- 1996 - A Fraude (Círculo de Leitores; 2ªed.: Âncora Editora, 2001; 3ªed.: Carbono-14/Bubok, 2012; 4ªed.: Carbono-14/Lulu, 2013)
- 2000 - A Hora das Neblinas (Câmara Municipal de Vila Franca de Xira; 2ªed.: Âncora Editora, 2002; 3ªed.: Carbono-14/Lulu, 2014)
- 2002 - A Escrita Efémera: Crónica de um Descalabro (Círculo de Leitores; 2ªed.: Carbono-14/Bubok, 2012; 3ªed.: Carbono-14/Lulu, 2015)
- 2012 - Verdades e Mentiras de Francisco Vicente (Carbono-14/Bubok; 2ªed.: Carbono-14/Lulu, 2014)
- 2013 - As Idades Serenas (Carbono-14/Lulu)
- 2014 - O Segundo Fulgor (Carbono 14/Lulu)
- 2015 - O Livro das Revelações (Carbono-14/Lulu)

### Poesia
- 2001 - Autobiografia (Câmara Municipal de Sintra; 2ªed.: Carbono-14/Lulu, 2013)
- 2011 - A Mecânica dos Fluidos (Carbono-14/Bubok; 2ªed.: Carbono-14/Lulu, 2013)

### Teatro e Cinema
- 2012 - Próxima Paragem e Outros Textos Dramáticos (Carbono-14/Bubok; 2ªed.: Carbono-14/Lulu, 2014)

### Participações em Colectâneas
- 1994 - Dance on the Horizon (National Library of Poetry, Estados Unidos), poesia
- 2001 - Esencias-4 (Ediciones Cardeñoso/Qué Leer, Espanha), com Dios, Borges y Eau de Rochas
- 2004 - Poezz - Jazz na Poesia em Língua Portuguesa (Almedina), com Auto-retrato I e Auto-retrato II - excertos
- 2006 - Lusitania Express - 20 Storie per un Film Portoghese (Scritturapura, Itália), com L'ora delle Nebbie
- 2008 - Comboio com Asas (Funchal 500 Anos), com O Jardim do Paraíso

### Participações em Publicações Periódicas
- 2003 - Mealibra nº12, série 3 (Centro Cultural do Alto Minho), com O Homem Que Tinha Memória
- 2003 - Rodapé nº10 (Biblioteca Municipal de Beja), com O Meu Sexto Sentido
- 2003 - Rodapé nº11 (Biblioteca Municipal de Beja), com Corações e Ode ao Juro Composto

## Prémios
- Prémio Ler/Círculo de Leitores por A Fraude, 1996
- Prémio Alves Redol por A Hora das Neblinas, 1997
- Menção Honrosa no Prémio Alves Redol com O Livro das Revelações, 1997
- Prémio de Argumento do Festival de Cinema de Avanca, 1998
- Prémio Literário Oliva Guerra por Autobiografia, 1999
- Prémio do Concurso Literário Rochas, Espanha, 2001
- Prémio Ler/Fundação Círculo de Leitores por A Escrita Efémera: Crónica de um Descalabro, 2002

## Bolsas Literárias
- Bolsa de Criação Literária do Centro Nacional de Cultura, 1999-2000

## Documentação
- http://www.theauteurs.com/users/71019
- http://www.lulu.com/spotlight/RuiMiguelSaramago
- https://www.amazon.com/s/search-alias=books&field-author=Rui+Miguel+Saramago
- http://saramago.bubok.pt